# Dihydrocodein
Dihydrocodein (DHC) oder Dihydrokodein ist ein halbsynthetischer Abkömmling des Opium-Alkaloids Codein, das als Schmerzmittel und als Hustenblocker angewandt wird. Es wird durch Hydrierung des Codeins hergestellt. Dihydrocodein war seit Ende der 1970er Jahre bis etwa 2001 ein häufig angewendetes Medikament zur Behandlung opiatabhängiger Patienten. Es wird oral, etwa als Retard-Tablette (60, 90 oder 120 mg des Wirkstoffs enthaltend), verabreicht.

## Anwendung
Die analgetische Potenz von Dihydrocodein ist etwa doppelt so hoch wie die von Codein und entspricht einem Sechstel bis einem Fünftel der Potenz von Morphin. Die schmerzstillende Wirkung einer Retardtablette mit beispielsweise 60 mg DHC hält etwa 12 Stunden an. Hauptsächlich wird Dihydrocodein als Hustenmittel (Antitussivum) zur Kurzzeitanwendung bei der symptomatischen Behandlung des Reizhustens (unproduktiver Husten), jedoch auch zur Behandlung mäßig starker Schmerzen sowie zur Heroinsubstitution verwendet.
Die Verwendung in Substitutionsprogrammen Opiatabhängiger darf nur unter ärztlicher Aufsicht erfolgen. Seit 2001 ist Dihydrocodein wie auch Codein zur Substitutionsbehandlung nur in begründeten Ausnahmefällen gestattet und wird durch Methadon bzw. Levomethadon ersetzt.  Dihydrocodein unterliegt international betäubungsmittelrechtlichen Vorschriften.
In Deutschland ist es in der Anlage III des Betäubungsmittelgesetzes aufgeführt und muss auf amtlichen Betäubungsmittelrezepten verordnet werden; davon ausgenommen sind jedoch Zubereitungen mit einer Konzentration bis 2,5 % oder je abgeteilte Form bis zu 100 mg Dihydrocodein (berechnet als Base). Diese sind in Deutschland und Österreich ohne Betäubungsmittelrezept verschreibbar.

## Nebenwirkungen
Dihydrocodein bewirkt Sedierung, Euphorie, Pupillenverengung, Blutdrucksenkung und orthostatische Hypotonie. Es kann Übelkeit bis zum Erbrechen auftreten. Die Kontraktion der glatten Muskulatur kann zu Verstopfung (Obstipation), Kontraktion des Harnleiters und Hemmung des Miktionsreflexes führen. Allergische Reaktionen mit Hautjucken und Hautrötung sind selten.

## Handelsnamen
Monopräparate: Codidol (A), Codicontin (CH), DHC Ennogen (D), Dehace (A), Dicodin (F), Paracodin (D, A, CH), Tiamon (D)
Kombinationspräparate: Escotussin (CH), Makatussin comp. (CH)